# Самза
Самза — река в России, протекает по Советскому району Ханты-Мансийского АО. Устье реки находится в 57 км от устья реки Емъюган по правому берегу. Длина реки составляет 32 километра. Река находится недалеко от посёлка Коммунистический (Самза).

## Данные водного реестра
По данным государственного водного реестра России относится к Нижнеобскому бассейновому округу, водохозяйственный участок реки — Северная Сосьва, речной подбассейн реки — Северная Сосьва. Речной бассейн реки — (Нижняя) Обь от впадения Иртыша.